# انجمن پستاندارشناسی دریایی
انجمن پستاندارشناسی دریایی (به انگلیسی: Society for Marine Mammalogy) در سال ۱۹۸۱ بنیان‌گذاری شد و بزرگ‌ترین انجمن بین‌المللی دانشمندان پستانداران دریایی در جهان است.

## مأموریت
مأموریت انجمن پستانداران دریایی (SMM) ترویج پیشرفت جهانی دانش پستانداران دریایی و کمک به ارتباط و تأثیر آن در آموزش، حفاظت و مدیریت است.

## اهداف
- ارزیابی و ارتقای پیشرفت آموزشی، علمی و مدیریتی دانش پستانداران دریایی.
- جمع‌آوری و انتشار اطلاعات علمی، فنی و مدیریتی به اعضای انجمن، نهادهای عمومی و دولتی و خصوصی از طریق نشریه‌ها و نشست‌ها.
- ارائه اطلاعات علمی، در صورت نیاز، دربارهٔ مسائل مربوط به حفاظت و مدیریت منابع پستانداران دریایی.

## عضویت
از سال ۲۰۲۳، انجمن بیش از ۱۰۰۰ عضو در ۵۵ کشور دارد. حدود ۵۵ درصد از اعضا در ایالات متحده زندگی می‌کنند.

## دانش پستانداران دریایی
این انجمن نشریه علمی، علم پستانداران دریایی را تولید می‌کند. علوم پستانداران دریایی یافته‌های جدید چشمگیری را دربارهٔ پستانداران دریایی منتشر می‌کند که حاصل تحقیقات اولیه دربارهٔ شکل و عملکرد، تکامل، سیستماتیک، فیزیولوژی، بیوشیمی، رفتار، زیست‌شناسی جمعیت، تاریخچه زندگی، ژنتیک، بوم‌شناسی و حفاظت از آنهاست.